# Aktivitetsersättning
Aktivitetsersättning infördes i början av 2000 talet och ersatte då förtidspension och sjukbidrag för personer mellan 18 och 29 år. Utmärkande för aktivitetsersättningen är att den, till skillnad från sjukersättningen, alltid ska tidsbegränsas. Den maximala tidsbegränsningen för aktivitetsersättning till följd av nedsatt arbetsförmåga är 3 år. Syftet med att ersättningen är tidsbegränsad är att unga personer ska stimuleras till aktivitet. Ersättningen är en del av sjukförsäkring i Sverige och ges till personer 19-29 år som har minst 25% nedsatt arbetsförmåga på grund av sjukdom, skada eller funktionsnedsättning. Arbetsförmågan prövas mot hela arbetsmarknaden. Aktivitetsersättning kan dock också beviljas en försäkrad i åldern 19–29 år som på grund av funktionshinder inte har avslutat sin utbildning på grundskole- eller gymnasienivå. Hel aktivitetsersättning kan då beviljas under den tid skolgången varar utan att arbetsförmågan prövas. Ersättning ges med 64,7% av en viss så kallad antagandeinkomst, ett genomsnitt av de senaste åren eller med ett minimibelopp om personen haft låg eller ingen inkomst.